# Listikot
Listikot (en népalais : लिस्तिकोट) est un comité de développement villageois du Népal situé dans le district de Sindhulpalchok. Au recensement de 2011, il comptait 3 305 habitants.